# Premier tour des éliminatoires de la zone Amérique du Nord, Amérique centrale et Caraïbes de la Coupe du monde de football 2022
Cet article donne les résultats du premier tour de la zone Amérique du Nord, Amérique centrale et Caraïbes pour les éliminatoires de la Coupe du monde 2022.

## Format
Les équipes de la CONCACAF classées de la 6e à la 35e place de la zone suivant le Classement FIFA de juillet 2020 sont réparties en six groupes de cinq équipes. Les confrontations se font sur un match simple, chaque équipe disputant deux matchs à domicile et deux à l'extérieur. Les six vainqueurs de groupe se qualifient pour le second tour.
Les rencontres devaient se dérouler du 7 octobre au 17 novembre 2020, mais le 8 septembre 2020, la CONCACAF annonce le report du début de la compétition au mois de mars 2021.

## Tirage au sort
Le tirage au sort est effectué le 19 août 2020.
Les équipes ont préalablement été placées dans cinq chapeaux en fonction du classement FIFA de juillet 2020 (entre parenthèses dans le tableau suivant), en vue du tirage au sort :
| Chapeau 1                                                                                               | Chapeau 2 | Chapeau 3 | Chapeau 4 | Chapeau 5 |
| --- | --- | --- | --- | --- |
| 1. Salvador (69) 2. Canada (72) 3. Curaçao (80) 4. Panama (81) 5. Haïti (86) 6. Trinité-et-Tobago (105) | 1. Antigua-et-Barbuda (126) 2. Guatemala (130) 3. Saint-Christophe-et-Niévès (139) 4. Suriname (141) 5. Nicaragua (151) 6. République dominicaine (158) | 1. Grenade (159) 2. Barbade (162) 3. Guyana (166) 4. Saint-Vincent-et-les-Grenadines (167) 5. Bermudes (168) 6. Belize (170) | 1. Sainte-Lucie (176) 2. Porto Rico (178) 3. Cuba (179) 4. Montserrat (183) 5. Dominique (184) 6. Îles Caïmans (193) | 1. Bahamas (195) 2. Aruba (200) 3. Îles Turques-et-Caïques (203) 4. Îles Vierges des États-Unis (207) 5. Îles Vierges britanniques (208) 6. Anguilla (210) |

## Résultats

### Groupe A
| Rang | Équipe                      | Pts | J | G | N | P | Bp | Bc | Diff |  | Résultats (▼ dom., ► ext.)  |     |     |     |     |     |
| ---- | --------------------------- | --- | - | - | - | - | -- | -- | ---- |  | --------------------------- | --- | --- | --- | --- | --- |
| 1    | ' Salvador                  | 10  | 4 | 3 | 1 | 0 | 13 | 1  | +12  |  | Salvador                    |     |     | 3-0 | 2-0 |     |
| 2    | Montserrat                  | 8   | 4 | 2 | 2 | 0 | 9  | 4  | +5   |  | Montserrat                  | 1-1 |     |     |     | 4-0 |
| 3    | Antigua-et-Barbuda          | 7   | 4 | 2 | 1 | 1 | 6  | 5  | +1   |  | Antigua-et-Barbuda          |     | 2-2 |     | 1-0 |     |
| 4    | Grenade                     | 3   | 4 | 1 | 0 | 3 | 2  | 5  | -3   |  | Grenade                     |     | 1-2 |     |     | 1-0 |
| 5    | Îles Vierges des États-Unis | 0   | 4 | 0 | 0 | 1 | 0  | 15 | -15  |  | Îles Vierges des États-Unis | 0-7 |     | 0-3 |     |     |

| 24 mars 2021 | Antigua-et-Barbuda      | 2 - 2   | Montserrat              | Stade Ergilio-Hato, Willemstad |                              |
| 17h00        | Kirwan 23e · Bishop 45e | (2 - 2) | 7e (pen.) 26e L. Taylor | Arbitrage : Melvin Matamoros   | Arbitrage : Melvin Matamoros |
| 17h00        | Henry 49e               | Rapport | 53e Dyer                | Arbitrage : Melvin Matamoros   | Arbitrage : Melvin Matamoros |

| 25 mars 2021 | Salvador                     | 2 - 0   | Grenade | Stade Cuscatlán, San Salvador |                          |
| 20h25        | Mayén 23e · Rugamas 46e      | (1 - 0) |         | Arbitrage : Kimbell Ward      | Arbitrage : Kimbell Ward |
| 20h25        | Portillo 44e · Hernández 90e | Rapport |         | Arbitrage : Kimbell Ward      | Arbitrage : Kimbell Ward |

| 27 mars 2021 | Îles Vierges des États-Unis | 0 - 3   | Antigua-et-Barbuda                  | Bethlehem Soccer Stadium, Upper Bethlehem |                                |
| 18h00        |                             | (0 - 3) | 26e Byers · 34e (pen.) 42e Griffith | Arbitrage : Trevester Richards            | Arbitrage : Trevester Richards |
| 18h00        | McGuiness 45+1e             | Rapport | 49e Stevens                         | Arbitrage : Trevester Richards            | Arbitrage : Trevester Richards |

| 28 mars 2021 | Montserrat            | 1 - 1   | Salvador                            | Stade Ergilio-Hato, Willemstad |                              |
| 18h00        | L. Taylor 89e         | (0 - 1) | 4e Rugamas                          | Arbitrage : Ricangel de Leça   | Arbitrage : Ricangel de Leça |
| 18h00        | Pond 21e · Comley 69e | Rapport | 60e Flores · 76e Corea · 83e Mancia | Arbitrage : Ricangel de Leça   | Arbitrage : Ricangel de Leça |

| 30 mars 2021 | Grenade   | 1 - 0   | Îles Vierges des États-Unis | Stade Kirani-James, Saint-Georges |                             |
| 19h00        | Lewis 33e | (1 - 0) |                             | Arbitrage : Sherwin Johnson       | Arbitrage : Sherwin Johnson |
| 19h00        | Rapport   |         |                             | Arbitrage : Sherwin Johnson       | Arbitrage : Sherwin Johnson |

| 2 juin 2021 | Montserrat                            | 4 - 0   | Îles Vierges des États-Unis | Estadio Panamericano (en), San Cristóbal |                          |
| 17H00       | Pond 39e · Ince 60e · Clifton 67e 83e | (1 - 0) |                             | Arbitrage : Selvin Brown                 | Arbitrage : Selvin Brown |
| 17H00       | Braham-Barrett 37e                    | Rapport | 24e Kendall · 78e Joseph    | Arbitrage : Selvin Brown                 | Arbitrage : Selvin Brown |

| 4 juin 2021 | Antigua-et-Barbuda | 1 - 0   | Grenade      | Sir Vivian Richards Stadium, Saint-George |                              |
| 16h00       | Browne 20e         | (1 - 0) |              | Arbitrage : Francia González              | Arbitrage : Francia González |
| 16h00       | Kirwan 86e         | Rapport | 77e Mitchell | Arbitrage : Francia González              | Arbitrage : Francia González |

| 5 juin 2021 | Îles Vierges des États-Unis | 0 - 7   | Salvador                                                            | Bethlehem Soccer Stadium, Upper Bethlehem |                       |
| 16h00       |                             | (0 - 2) | 23e 86e Monterrosa · 31e Portillo · 77e 82e 90e Rugamas · 78e Pérez | Arbitrage : Ted Unkel                     | Arbitrage : Ted Unkel |
| 16h00       | Good 39e                    | Rapport | 58e Rodríguez                                                       | Arbitrage : Ted Unkel                     | Arbitrage : Ted Unkel |

| 8 juin 2021 | Grenade      | 1 - 2   | Montserrat            | Stade Kirani-James, Saint-Georges |                             |
| 19h00       | Lewis 51e    | (0 - 0) | 85e 87e (pen.) Taylor | Arbitrage : Adonai Escobedo       | Arbitrage : Adonai Escobedo |
| 19h00       | Mitchell 63e | Rapport | 54e Braham            | Arbitrage : Adonai Escobedo       | Arbitrage : Adonai Escobedo |

| 8 juin 2021 | Salvador                                  | 3 - 0   | Antigua-et-Barbuda | Stade Cuscatlán, San Salvador                 |                                               |
| 19h05       | Zavaleta 40e · Rugamas 68e · Martinez 85e | (1 - 0) |                    | Arbitrage : Keylor Antonio Herrera Villalobos | Arbitrage : Keylor Antonio Herrera Villalobos |
| 19h05       | Portillo 37e · Portillo 70e · Cerén 88e   | Rapport | 50e Browne         | Arbitrage : Keylor Antonio Herrera Villalobos | Arbitrage : Keylor Antonio Herrera Villalobos |

### Groupe B
| Rang | Équipe       | Pts | J | G | N | P | Bp | Bc | Diff |  | Résultats (▼ dom., ► ext.) |      |     |     |     |     |
| ---- | ------------ | --- | - | - | - | - | -- | -- | ---- |  | -------------------------- | ---- | --- | --- | --- | --- |
| 1    | Canada       | 12  | 4 | 4 | 0 | 0 | 27 | 1  | +26  |  | Canada                     |      | 4-0 | 5-1 |     |     |
| 2    | Suriname     | 9   | 4 | 3 | 0 | 1 | 15 | 4  | +11  |  | Suriname                   |      |     | 6-0 |     | 3-0 |
| 3    | Bermudes     | 4   | 4 | 1 | 1 | 2 | 7  | 12 | -5   |  | Bermudes                   |      |     |     | 5-0 | 1-1 |
| 4    | Aruba        | 3   | 4 | 1 | 0 | 3 | 3  | 19 | -16  |  | Aruba                      | 0-7  | 0-6 |     |     |     |
| 5    | Îles Caïmans | 1   | 4 | 0 | 1 | 3 | 2  | 18 | -16  |  | Îles Caïmans               | 0-11 |     | 1-3 |     |     |

| 24 mars 2021 | Suriname                                  | 3 - 0   | Îles Caïmans | Dr. Ir. Franklin Essed Stadion, Paramaribo |                         |
| 19h00        | Pinas 22e · Donk 38e (pen.) · Vlijter 76e | (2 - 0) |              | Arbitrage : Jorge Pérez                    | Arbitrage : Jorge Pérez |
| 19h00        | Rapport                                   |         |              | Arbitrage : Jorge Pérez                    | Arbitrage : Jorge Pérez |

| 25 mars 2021 | Canada                                        | 5 - 1   | Bermudes     | Exploria Stadium, Orlando      |                                |
| 20h00        | Larin 19e 27e 69e · Laryea 53e · Corbeanu 81e | (2 - 0) | 63e Crichlow | Arbitrage : Armando Villarreal | Arbitrage : Armando Villarreal |
| 20h00        |                                               | Rapport | 47e Bather   | Arbitrage : Armando Villarreal | Arbitrage : Armando Villarreal |

| 27 mars 2021 | Aruba                 | 0 - 6   | Suriname                                                        | IMG Academy Soccer Complex, Bradenton |                           |
| 19h00        |                       | (0 - 3) | 20e 38e 55e Hasselbaink · 29e Donk · 70e Jozefzoon · 74e Alberg | Arbitrage : Ismail Elfath             | Arbitrage : Ismail Elfath |
| 19h00        | Paul 49e · Jacobs 76e | Rapport | 30e Donk                                                        | Arbitrage : Ismail Elfath             | Arbitrage : Ismail Elfath |

| 29 mars 2021 | Îles Caïmans       | 0 - 11  | Canada | IMG Academy Soccer Complex, Bradenton |                       |
| 18h00        |                    | (0 - 6) | 5e Sturing · 13e Larin · 25e Wotherspoon · 28e (pen.) 73e Davies · 32e 63e Kaye · 42e Johnston · 68e 74e 76e Cavallini | Arbitrage : Ted Unkel                 | Arbitrage : Ted Unkel |
| 18h00        | Rowe 42e · Lee 66e | Rapport | | Arbitrage : Ted Unkel                 | Arbitrage : Ted Unkel |

| 30 mars 2021 | Bermudes                                                 | 5 - 0   | Aruba | IMG Academy Soccer Complex, Bradenton |                                   |
| 20h00        | Crichlow 36e 80e · Bather 40e · Leverock 57e · Scott 64e | (2 - 0) |       | Arbitrage : Jaime Herrera Bonilla     | Arbitrage : Jaime Herrera Bonilla |
| 20h00        | Simmons 24e · Lee 30e · Bather 75e                       | Rapport |       | Arbitrage : Jaime Herrera Bonilla     | Arbitrage : Jaime Herrera Bonilla |

| 2 juin 2021 | Îles Caïmans               | 1 - 3   | Aruba                           | IMG Academy Soccer Complex, Bradenton |                            |
| 18H00       | Ebanks 30e (pen.)          | (1 - 2) | 40e 75e John · 45+2e Groothusen | Arbitrage : Luis Santander            | Arbitrage : Luis Santander |
| 18H00       | Holness 34e · Campbell 86e | Rapport | 52e Pereira                     | Arbitrage : Luis Santander            | Arbitrage : Luis Santander |

| 4 juin 2021 | Suriname                                            | 6 - 0   | Bermudes       | Dr. Ir. Franklin Essed Stadion, Paramaribo |                           |
| 19h00       | Becker 3e 36e · Hasselbaink 15e 37e 65e · Pinas 74e | (4 - 0) |                | Arbitrage : Mario Escobar                  | Arbitrage : Mario Escobar |
| 19h00       | Donald 76e                                          | Rapport | 56e Bean-Lindo | Arbitrage : Mario Escobar                  | Arbitrage : Mario Escobar |

| 5 juin 2021 | Aruba                   | 0 - 7   | Canada                                                                                              | IMG Academy Soccer Complex, Bradenton |                         |
| 20h00       |                         | (0 - 3) | 18e 45+3e Cavallini · 20e (pen.) Hoilett · 49e Brault-Guillard · 78e Davies · 88e Larin · 90e David | Arbitrage : Marco Ortíz               | Arbitrage : Marco Ortíz |
| 20h00       | Pereira 19e · Lewis 69e | Rapport | 14e Vitoria                                                                                         | Arbitrage : Marco Ortíz               | Arbitrage : Marco Ortíz |

| 8 juin 2021 | Canada                                | 4 - 0   | Suriname              | SeatGeek Stadium, Bridgeview |                          |
| 20h05       | Davies 37e · David 59e 73e 77e (pen.) | (1 - 0) |                       | Arbitrage : Nima Saghafi     | Arbitrage : Nima Saghafi |
| 20h05       | Davies 67e                            | Rapport | 20e Haps · 88e Becker | Arbitrage : Nima Saghafi     | Arbitrage : Nima Saghafi |

| 8 juin 2021 | Bermudes | 1 - 1   | Îles Caïmans | IMG Academy Soccer Complex, Bradenton |                            |
| 20h00       | Hall 65e | (0 - 1) | 23e Ebanks   | Arbitrage : Rubiel Vazquez            | Arbitrage : Rubiel Vazquez |
| 20h00       |          | Rapport | 45+1e Rowe   | Arbitrage : Rubiel Vazquez            | Arbitrage : Rubiel Vazquez |

### Groupe C
| Rang | Équipe                          | Pts | J | G | N | P | Bp | Bc | Diff |  | Résultats (▼ dom., ► ext.)      |     |     |     |      |     |
| ---- | ------------------------------- | --- | - | - | - | - | -- | -- | ---- |  | ------------------------------- | --- | --- | --- | ---- | --- |
| 1    | Curaçao                         | 10  | 4 | 3 | 1 | 0 | 15 | 1  | +14  |  | Curaçao                         |     | 0-0 |     | 5-0  |     |
| 2    | Guatemala                       | 10  | 4 | 3 | 1 | 0 | 14 | 0  | +14  |  | Guatemala                       |     |     | 1-0 | 10-0 |     |
| 3    | Cuba                            | 6   | 4 | 2 | 0 | 2 | 7  | 3  | +4   |  | Cuba                            | 1-2 |     |     |      | 5-0 |
| 4    | Saint-Vincent-et-les-Grenadines | 3   | 4 | 1 | 0 | 3 | 3  | 16 | -13  |  | Saint-Vincent-et-les-Grenadines |     |     | 0-1 |      | 3-0 |
| 5    | Îles Vierges britanniques       | 0   | 4 | 0 | 0 | 4 | 0  | 19 | -19  |  | Îles Vierges britanniques       | 0-8 | 0-3 |     |      |     |

| 25 mars 2021 | Guatemala       | 1 - 0   | Cuba                                 | Stade Doroteo Guamuch Flores, Guatemala |                                   |
| 18h00        | L. Martínez 59e | (0 - 0) |                                      | Arbitrage : Benjamin Pineda Avila       | Arbitrage : Benjamin Pineda Avila |
| 18h00        | Yanes 25e       | Rapport | 7e Vázquez · 61e Aldair · 78e Piedra | Arbitrage : Benjamin Pineda Avila       | Arbitrage : Benjamin Pineda Avila |

| 25 mars 2021 | Curaçao                                                    | 5 - 0   | Saint-Vincent-et-les-Grenadines | Stade Ergilio-Hato, Willemstad |                              |
| 18h00        | Bacuna 1re 36e · van den Hurk 17e · Antonia 44e · Hooi 87e | (4 - 0) |                                 | Arbitrage : Ricangel de Leça   | Arbitrage : Ricangel de Leça |
| 18h00        | Rapport                                                    |         |                                 | Arbitrage : Ricangel de Leça   | Arbitrage : Ricangel de Leça |

| 27 mars 2021 | Îles Vierges britanniques            | 0 - 3   | Guatemala                                 | Stade Ergilio-Hato, Willemstad |                           |
| 18h00        |                                      | (0 - 2) | 21e Lom · 44e Hernández · 81e Betancourth | Arbitrage : Oscar Moncada      | Arbitrage : Oscar Moncada |
| 18h00        | Wilson 54e · Bertie 72e · Medway 88e | Rapport | 45e Godillo                               | Arbitrage : Oscar Moncada      | Arbitrage : Oscar Moncada |

| 28 mars 2021 | Cuba          | 1 - 2   | Curaçao                      | Stade Doroteo Guamuch Flores, Guatemala |                            |
| 15h00        | Hernández 27e | (1 - 2) | 11e L. Bacuna · 44e Benschop | Arbitrage : Henry Bejarano              | Arbitrage : Henry Bejarano |
| 15h00        | Rapport       |         |                              | Arbitrage : Henry Bejarano              | Arbitrage : Henry Bejarano |

| 30 mars 2021 | Saint-Vincent-et-les-Grenadines      | 3 - 0   | Îles Vierges britanniques            | Stade Ergilio-Hato, Willemstad |                            |
| 18h00        | Anderson 10e · Sam 20e · Solomon 86e | (2 - 0) |                                      | Arbitrage : Henry Bejarano     | Arbitrage : Henry Bejarano |
| 18h00        |                                      | Rapport | 43e Fisher · 58e Javier · 60e Wilson | Arbitrage : Henry Bejarano     | Arbitrage : Henry Bejarano |

| 2 juin 2021 | Cuba                                                            | 5 - 0   | Îles Vierges britanniques | Stade Doroteo Guamuch Flores, Guatemala |                         |
| 15h30       | Paradela 35e · Hernández 68e · Reyes 76e 90+1e (pen.) · Vázquez | (1 - 0) |                           | Arbitrage : Jose Torres                 | Arbitrage : Jose Torres |
| 15h30       | Rapport                                                         |         |                           | Arbitrage : Jose Torres                 | Arbitrage : Jose Torres |

| 4 juin 2021 | Guatemala | 10 - 0  | Saint-Vincent-et-les-Grenadines | Stade Doroteo Guamuch Flores, Guatemala |                                 |
| 16h00       | Lom 2e · Barrientos 12e · Santiz 16e · Hernández 33e (pen.) · Gordillo 41e · Martínez 52e · Betancourth 66e · Ceballos 79e (pen.) · Vargas 85e · Méndez 89e | (5 - 0) |                                 | Arbitrage : Erick Moisés Lezama         | Arbitrage : Erick Moisés Lezama |
| 16h00       | | Rapport | 63e Yorke                       | Arbitrage : Erick Moisés Lezama         | Arbitrage : Erick Moisés Lezama |

| 5 juin 2021 | Îles Vierges britanniques | 0 - 8   | Curaçao                                                                      | Stade Manuel Felipe Carrera, Guatemala |                              |
| 15h00       |                           | (0 - 6) | 7e Kuwas · 9e 27e Maria · 11e Bucana · 18e (pen.) Benschop · 57e 90+1e Gorré | Arbitrage : William Anderson           | Arbitrage : William Anderson |
| 15h00       | Reich 66e                 | Rapport |                                                                              | Arbitrage : William Anderson           | Arbitrage : William Anderson |

| 8 juin 2021 | Saint-Vincent-et-les-Grenadines | 0 - 1   | Cuba         | Stade Kirani-James, Saint-Georges     |                                       |
| 16h00       |                                 | (0 - 0) | 64e Reyes    | Arbitrage : Fernando Guerrero Ramírez | Arbitrage : Fernando Guerrero Ramírez |
| 16h00       | Bess 72e                        | Rapport | 74e Paradela | Arbitrage : Fernando Guerrero Ramírez | Arbitrage : Fernando Guerrero Ramírez |

| 8 juin 2021 | Curaçao     | 0 - 0   | Guatemala                                | Stade Ergilio-Hato, Willemstad |                                |
| 20h00       |             | (0 - 0) |                                          | Arbitrage : Armando Villarreal | Arbitrage : Armando Villarreal |
| 20h00       | Antonia 79e | Rapport | 39e Robles · 90e Pinto · 90+5e Hernández | Arbitrage : Armando Villarreal | Arbitrage : Armando Villarreal |

### Groupe D
| Rang | Équipe                 | Pts | J | G | N | P | Bp | Bc | Diff |  | Résultats (▼ dom., ► ext.) |      |     |     |     |     |
| ---- | ---------------------- | --- | - | - | - | - | -- | -- | ---- |  | -------------------------- | ---- | --- | --- | --- | --- |
| 1    | Panama                 | 12  | 4 | 4 | 0 | 0 | 19 | 1  | +18  |  | Panama                     |      | 3-0 | 1-0 |     |     |
| 2    | République dominicaine | 7   | 4 | 2 | 1 | 1 | 8  | 4  | +4   |  | République dominicaine     |      |     | 1-1 | 1-0 |     |
| 3    | Barbade                | 5   | 4 | 1 | 2 | 1 | 3  | 3  | 0    |  | Barbade                    |      |     |     | 1-1 | 1-0 |
| 4    | Dominique              | 4   | 4 | 1 | 1 | 2 | 5  | 4  | +1   |  | Dominique                  | 1-2  |     |     |     | 3-0 |
| 5    | Anguilla               | 0   | 4 | 0 | 0 | 4 | 0  | 23 | -23  |  | Anguilla                   | 0-13 | 0-6 |     |     |     |

| 25 mars 2021 | République dominicaine | 1 - 0   | Dominique                 | Stade olympique Félix Sánchez, Saint-Domingue |                              |
| 19h00        | F. Núñez 52e           | (0 - 0) |                           | Arbitrage : William Anderson                  | Arbitrage : William Anderson |
| 19h00        |                        | Rapport | 16e Thomas · 70e Lockhart | Arbitrage : William Anderson                  | Arbitrage : William Anderson |

| 26 mars 2021 | Panama    | 1 - 0   | Barbade                      | Stade olympique Félix Sánchez, Saint-Domingue |                          |
| 20h00        | Catuy 82e | (0 - 0) |                              | Arbitrage : Nima Saghafi                      | Arbitrage : Nima Saghafi |
| 20h00        |           | Rapport | 63e Leacock · 90+1e Williams | Arbitrage : Nima Saghafi                      | Arbitrage : Nima Saghafi |

| 27 mars 2021 | Anguilla   | 0 - 6   | République dominicaine                                              | Inter Miami CF Stadium, Fort Lauderdale |                            |
| 17h00        |            | (0 - 3) | 22e (pen.) 27e Romero · 25e 46e Lorenzo · 66e Peralta · 75e Espinal | Arbitrage : Rubiel Vázquez              | Arbitrage : Rubiel Vázquez |
| 17h00        | Brooks 68e | Rapport |                                                                     | Arbitrage : Rubiel Vázquez              | Arbitrage : Rubiel Vázquez |

| 28 mars 2021 | Dominique   | 1 - 2   | Panama                         | Stade olympique Félix Sánchez, Saint-Domingue |                                      |
| 16h00        | Laville 82e | (0 - 1) | 28e (csc) Thomas · 85e Fajardo | Arbitrage : Marco Antonio Ortíz Nava          | Arbitrage : Marco Antonio Ortíz Nava |
| 16h00        | Walter 70e  | Rapport |                                | Arbitrage : Marco Antonio Ortíz Nava          | Arbitrage : Marco Antonio Ortíz Nava |

| 30 mars 2021 | Barbade       | 1 - 0   | Anguilla | Stade olympique Félix Sánchez, Saint-Domingue |                                  |
| 19h30        | Saimovici 81e | (0 - 0) |          | Arbitrage : Diego Montaño Robles              | Arbitrage : Diego Montaño Robles |
| 19h30        | Rapport       |         |          | Arbitrage : Diego Montaño Robles              | Arbitrage : Diego Montaño Robles |

| 2 juin 2021 | Dominique                           | 3 - 0   | Anguilla | Stade olympique Félix Sánchez, Saint-Domingue |                          |
| 15h00       | Thomas 3e · Bertrand 34e · Wade 42e | (3 - 0) |          | Arbitrage : Kimbell Ward                      | Arbitrage : Kimbell Ward |
| 15h00       | Walter 14e · Bertrand 53e           | Rapport |          | Arbitrage : Kimbell Ward                      | Arbitrage : Kimbell Ward |

| 4 juin 2021 | République dominicaine | 1 - 1   | Barbade          | Stade olympique Félix Sánchez, Saint-Domingue |                              |
| 19h00       | Rodríguez 90+3e        | (0 - 1) | 42e Reid-Stephen | Arbitrage : Stanley Martínez                  | Arbitrage : Stanley Martínez |
| 19h00       | Modesta 35e            | Rapport | 39e Williams     | Arbitrage : Stanley Martínez                  | Arbitrage : Stanley Martínez |

| 5 juin 2021 | Anguilla  | 0 - 13  | Panama | Stade national Rod Carew, Panama |                          |
| 19h00       |           | (0 - 4) | 7e 18e Cooper · 32e Aguilar · 35e (pen.) 54e 71e 84e (pen.) Torres · 48e (csc) Smith · 51e Waterman · 58e Camargo · 73e Catuy · 85e Quintero · 90e Palacios | Arbitrage : Sergio Reyna         | Arbitrage : Sergio Reyna |
| 19h00       | Smith 50e | Rapport | | Arbitrage : Sergio Reyna         | Arbitrage : Sergio Reyna |

| 8 juin 2021 | Barbade                     | 1 - 1   | Dominique  | Stade olympique Félix Sánchez, Saint-Domingue |                                           |
| 21h00       | Saimovici 48e               | (0 - 0) | 57e Wade   | Arbitrage : Jaime Alfredo Herrera Bonilla     | Arbitrage : Jaime Alfredo Herrera Bonilla |
| 21h00       | Hill 26e · Reid-Stephen 74e | Rapport | 45e Thomas | Arbitrage : Jaime Alfredo Herrera Bonilla     | Arbitrage : Jaime Alfredo Herrera Bonilla |

| 8 juin 2021 | Panama                                 | 3 - 0      | République dominicaine | Estadio Nacional de Panamá, Panama |                          |
|             | Godoy 8e · Bárcenas 67e · Waterman 86e | (1 - 0)    |                        | Arbitrage : Walter López           | Arbitrage : Walter López |
|             | Rapport                                | 72e Flores |                        | Arbitrage : Walter López           | Arbitrage : Walter López |

### Groupe E
| Rang | Équipe                  | Pts     | J       | G       | N       | P       | Bp      | Bc      | Diff    |  | Résultats (▼ dom., ► ext.) |      |     |     |     |
| ---- | ----------------------- | ------- | ------- | ------- | ------- | ------- | ------- | ------- | ------- |  | -------------------------- | ---- | --- | --- | --- |
| 1    | Haïti                   | 9       | 3       | 3       | 0       | 0       | 13      | 0       | +13     |  | Haïti                      |      | 1-0 | 2-0 |     |
| 2    | Nicaragua               | 6       | 3       | 2       | 0       | 1       | 10      | 1       | +9      |  | Nicaragua                  |      |     | 3-0 |     |
| 3    | Belize                  | 3       | 3       | 1       | 0       | 2       | 5       | 5       | 0       |  | Belize                     |      |     |     | 5-0 |
| 4    | Îles Turques-et-Caïques | 0       | 3       | 0       | 0       | 3       | 0       | 22      | -22     |  | Îles Turques-et-Caïques    | 0-10 | 0-7 |     |     |
| 0    | Sainte-Lucie            | Forfait | Forfait | Forfait | Forfait | Forfait | Forfait | Forfait | Forfait |  |                            |      |     |     |     |

| 25 mars 2021 | Haïti                | 2 - 0   | Belize                   | Stade Sylvio Cator, Port-au-Prince |                          |
| 17h00        | Adé 50e · Séance 81e | (0 - 0) |                          | Arbitrage : Walter López           | Arbitrage : Walter López |
| 17h00        |                      | Rapport | 36e Gaynair · 89e Westby | Arbitrage : Walter López           | Arbitrage : Walter López |

| 27 mars 2021 | Îles Turques-et-Caïques | 0 - 7   | Nicaragua                                                             | Estadio Panamericano (en), San Cristóbal |                          |
| 15h30        |                         | (0 - 3) | 3e 59e Barrera · 8e 45+2e Smith · 46e Fletes · 78e Forbes · 87e Belli | Arbitrage : Nima Saghafi                 | Arbitrage : Nima Saghafi |
| 15h30        | Rapport                 |         |                                                                       | Arbitrage : Nima Saghafi                 | Arbitrage : Nima Saghafi |

| 30 mars 2021 | Belize                                                           | 5 - 0   | Îles Turques-et-Caïques | Estadio Panamericano (en), San Cristóbal |                          |
| 17h00        | Bernárdez 45+3e 48e · August 47e · Nembhard 81e · McCaulay 90+1e | (1 - 0) |                         | Arbitrage : Nima Saghafi                 | Arbitrage : Nima Saghafi |
| 17h00        | Rapport                                                          |         |                         | Arbitrage : Nima Saghafi                 | Arbitrage : Nima Saghafi |

| 4 juin 2021 | Nicaragua                                 | 3 - 0   | Belize                                        | Stade national Dennis Martínez, Managua |                            |
| 19h00       | Rodríguez 25e · Bonilla 47e · Barrera 52e | (1 - 0) |                                               | Arbitrage : Nelson Salgado              | Arbitrage : Nelson Salgado |
| 19h00       | Bonilla 28e                               | Rapport | 32e Tillett · 58e Amankwah-Mensah · 61e Lewis | Arbitrage : Nelson Salgado              | Arbitrage : Nelson Salgado |

| 5 juin 2021 | Îles Turques-et-Caïques | 0 - 10  | Haïti                                                                          | TCIFA National Academy, Providenciales |                                  |
| 15h00       |                         | (0 - 5) | 27e 30e 34e 37e Nazon · 42e 83e Antoine · 53e Simonsen · 75e 87e 90+2e Pierrot | Arbitrage : Diego Montaño Robles       | Arbitrage : Diego Montaño Robles |
| 15h00       | Rapport                 |         |                                                                                | Arbitrage : Diego Montaño Robles       | Arbitrage : Diego Montaño Robles |

| 8 juin 2021 | Haïti                    | 1 - 0   | Nicaragua                                         | Stade Sylvio Cator, Port-au-Prince |                            |
| 17h00       | Etienne 63e              | (0 - 0) |                                                   | Arbitrage : Kevin Morrison         | Arbitrage : Kevin Morrison |
| 17h00       | Alceus 25e · Cantave 88e | Rapport | 34e, 83e Serapio · 90+3e Rodríguez · 90+4e Moreno | Arbitrage : Kevin Morrison         | Arbitrage : Kevin Morrison |

### Groupe F
| Rang | Équipe                     | Pts | J | G | N | P | Bp | Bc | Diff |  | Résultats (▼ dom., ► ext.) |     |     |     |     |     |
| ---- | -------------------------- | --- | - | - | - | - | -- | -- | ---- |  | -------------------------- | --- | --- | --- | --- | --- |
| 1    | Saint-Christophe-et-Niévès | 9   | 4 | 3 | 0 | 1 | 8  | 2  | +6   |  | Saint-Christophe-et-Niévès |     |     | 1-0 | 3-0 |     |
| 2    | Trinité-et-Tobago          | 8   | 4 | 2 | 2 | 0 | 6  | 1  | +5   |  | Trinité-et-Tobago          | 2-0 |     |     | 3-0 |     |
| 3    | Porto Rico                 | 7   | 4 | 2 | 1 | 1 | 10 | 2  | +8   |  | Porto Rico                 |     | 1-1 |     |     | 7-0 |
| 4    | Guyana                     | 3   | 4 | 1 | 0 | 3 | 4  | 8  | -4   |  | Guyana                     |     |     | 0-2 |     | 4-0 |
| 5    | Bahamas                    | 1   | 4 | 0 | 1 | 3 | 0  | 15 | -15  |  | Bahamas                    | 0-4 | 0-0 |     |     |     |

| 24 mars 2021 | Saint-Christophe-et-Niévès                    | 1 - 0   | Porto Rico    | Estadio Panamericano (en), San Cristóbal |                               |
| 16h00        | Nelson 42e                                    | (1 - 0) |               | Arbitrage : Randy Encarnacion            | Arbitrage : Randy Encarnacion |
| 16h00        | Freeman 75e · Archibald (en) 77e · Hanley 78e | Rapport | 84e Vega (en) | Arbitrage : Randy Encarnacion            | Arbitrage : Randy Encarnacion |

| 26 mars 2021 | Trinité-et-Tobago                      | 3 - 0   | Guyana                                           | Estadio Panamericano (en), San Cristóbal |                                |
| 19h00        | L. Garcia 7e · Bateau 15e · Telfer 44e | (3 - 0) |                                                  | Arbitrage : Marco Antonio Nava           | Arbitrage : Marco Antonio Nava |
| 19h00        | Poon-Angeron 53e · Telfer 72e          | Rapport | 30e Wilson · 40e Briggs · 65e Harriott · 75e Cox | Arbitrage : Marco Antonio Nava           | Arbitrage : Marco Antonio Nava |

| 27 mars 2021 | Bahamas    | 0 - 4   | Saint-Christophe-et-Niévès                               | Stade Thomas-Robinson, Nassau |                            |
| 18h00        |            | (0 - 1) | 25e 65e Freeman · 51e (pen.) Rogers · 82e Sterling-James | Arbitrage : Benbito Celima    | Arbitrage : Benbito Celima |
| 18h00        | Butler 51e | Rapport |                                                          | Arbitrage : Benbito Celima    | Arbitrage : Benbito Celima |

| 28 mars 2021 | Porto Rico            | 1 - 1   | Trinité-et-Tobago | Stade athlétique de Mayagüez, Mayagüez |                             |
| 17h00        | R. Rivera 72e         | (0 - 0) | 54e J. Jones      | Arbitrage : Adonai Escobedo            | Arbitrage : Adonai Escobedo |
| 17h00        | Díaz 29e · Rivera 79e | Rapport | 52e Hackshaw      | Arbitrage : Adonai Escobedo            | Arbitrage : Adonai Escobedo |

| 30 mars 2021 | Guyana                                                 | 4 - 0   | Bahamas                 | Stade olympique Félix-Sánchez, Saint-Domingue |                          |
| 15h00        | Vancooten 8e · Daniel 54e · Glasgow 75e · Welshman 81e | (1 - 0) |                         | Arbitrage : Sergio Reyna                      | Arbitrage : Sergio Reyna |
| 15h00        | Glasgow 86e                                            | Rapport | 66e Collie · 74e Hepple | Arbitrage : Sergio Reyna                      | Arbitrage : Sergio Reyna |

| 2 juin 2021 | Porto Rico                                                                            | 7 - 0   | Bahamas                  | Stade athlétique de Mayagüez, Mayagüez |                        |
| 19h30       | Díaz 3e · Rivera 13e 43e (pen.) · Angking 31e · Vega 62e · Servania 66e · Hayes 90+2e | (4 - 0) |                          | Arbitrage : Tori Penso                 | Arbitrage : Tori Penso |
| 19h30       |                                                                                       | Rapport | 27e Joseph · 52e Delancy | Arbitrage : Tori Penso                 | Arbitrage : Tori Penso |

| 4 juin 2021 | Saint-Christophe-et-Niévès          | 3 - 0   | Guyana           | Warner Park, Basseterre      |                              |
| 16h00       | Freeman 9e (pen.) 36e · Sawyers 67e | (2 - 0) |                  | Arbitrage : Ricangel de Leça | Arbitrage : Ricangel de Leça |
| 16h00       | Leader 42e                          | Rapport | 60e Duke-McKenna | Arbitrage : Ricangel de Leça | Arbitrage : Ricangel de Leça |

| 5 juin 2021 | Bahamas                  | 0 - 0   | Trinité-et-Tobago | Stade Thomas-Robinson, Nassau |                            |
| 17h00       |                          | (0 - 0) |                   | Arbitrage : Oliver Vergara    | Arbitrage : Oliver Vergara |
| 17h00       | Russell 28e · Julmis 89e | Rapport | 72e Powder        | Arbitrage : Oliver Vergara    | Arbitrage : Oliver Vergara |

| 8 juin 2021 | Guyana                                                      | 0 - 2   | Porto Rico                      | Warner Park, Basseterre                       |                                               |
| 16h00       |                                                             | (0 - 2) | 12e Rivera · 25e (pen.) Angking | Arbitrage : Ismael Alexander Cornejo Melendez | Arbitrage : Ismael Alexander Cornejo Melendez |
| 16h00       | Caesar 47e · Briggs 51e · Duke-McKenna 79e · Benjamin 90+2e | Rapport | 62e Díaz · 73e Valentin         | Arbitrage : Ismael Alexander Cornejo Melendez | Arbitrage : Ismael Alexander Cornejo Melendez |

| 8 juin 2021 | Trinité-et-Tobago         | 2 - 0   | Saint-Christophe-et-Niévès | Stade olympique Félix-Sánchez, Saint-Domingue |                               |
| 17h00       | Muckette 36e · Hyland 74e | (1 - 0) |                            | Arbitrage : Randy Encarnación                 | Arbitrage : Randy Encarnación |
| 17h00       | Bateau 33e                | Rapport | 45e Maynard                | Arbitrage : Randy Encarnación                 | Arbitrage : Randy Encarnación |